# 庄家次
庄 家次（しょう いえつぐ、生没年不詳）は、平安時代末期から鎌倉時代前期の武蔵国児玉党（現在の埼玉県本庄市栗崎出身）の武将。通称は三郎（一部の『武蔵七党系図』では二郎）。後に備中庄氏の祖となる。

## 備中庄氏の祖となる経緯
庄三郎右衛門家次は、児玉党本宗家5代目である庄太郎家長の三男として生まれ、本来なら庄氏分家であった武士である。しかし、家長の嫡子（家次の兄）である庄小太郎頼家（児玉党本宗家6代目）が一ノ谷の戦いで若くして戦死した事から、家長によって頼家の養子として迎えられ、児玉党本宗家7代目を継ぐ事となる（遵って、義母は兄頼家の妻である妙清禅尼と言う事になる）。家長が一ノ谷の戦いにおいて、武功を上げ、恩賞として備中草壁荘地頭職を与えられ、家次も備中国（現在の岡山県）の地頭として赴任する事となり、庄氏本宗家の本拠地である児玉郡北部の栗崎館を去る。そして、そのまま備中に永住し、家次の一族は備中庄氏となった。結果として北部国境付近にある児玉党（児玉庄氏）本宗家を継ぎ、栗崎の領地を守る事となったのは、家長の四男（家次の弟）である四郎左衛門尉時家であり、彼が本庄氏を名乗る事となる（庄氏分家が児玉党本宗家を継ぐ形となる）。

## 吾妻鏡における記述
『吾妻鏡』の、建長2年（1250年・13世紀中頃）3月1日条、造閑院殿雑掌の事、において、「本庄三郎左衛門」の名で記載されているのが、文献上での家次の名の初見であり、弟である四郎左衛門尉時家の名も見られる（京都に出向いていたものと見られる）。これが家次の名が確認できる初めてであり、最後である。弟である時家に対し、余りにも登場していないが、これは『吾妻鏡』が東国主体の内容である為と考えられ、西日本で活動していた家次は余り確認されていなかったものとみられる。また、『吾妻鏡』の人名の誤記や混同の多さから考えて、本来は、「庄三郎右衛門」と考えられ、本庄三郎左衛門は誤記と考えられる。『吾妻鏡』の記述から、家次か時家かが初めて本庄氏を名乗ったものと見られるが、家次が備中庄氏として活動していた以上、本庄氏を初めて名乗ったのは弟の時家と考えられる。

## 家次系本庄氏について
系図上では、家次自身が本庄を称した事になっているが、疑わしい点がないわけではない。後世に創られた系図は、『吾妻鏡』を参考にして記述された事は明らかであり、その為に生じた誤りも見られる。家長の三男である家次が本庄を称したかどうか怪しい部分も含まれていると言うのは、14世紀に成立した『吾妻鏡』には、家次の名がたった一度しか記述されていない事が一つに挙げられる。この事は上述した通りである。そのうえ、この軍記物は、父家長を「家国」と誤記していたり、庄三郎忠家を「庄司三郎忠家」とするなど、人名に対する誤記が多く目立ち、よく知られている。この事を考慮すれば、写本の過程で、後世の人々が庄家次を「本庄家次」と解釈して記述してしまった可能性も否定できなくなる。また、後世に創られた系図の方は、そのまま信用できるものでもなく、改変や創作された部分も多々見られる。例として、『武蔵七党系図』で、家次の弟を久下塚氏祖である庄弘定としているが、これは明らかに久下塚氏の一族が、自らの氏祖は児玉党の本宗家一族と兄弟であると見せようとしたものであり、同族意識から来た系図の改編、悪い言い方をすれば、捏造である。こうした事から、本庄氏に関する系図も慎重に研究されてきた経緯がある（結果として、児玉党の本宗家であるにもかかわらず、本庄氏の世間的な認知度は低い）。家次は亡き兄である頼家の養子となり、家督を継いだ後、備中国へ地頭として赴任し、そのまま備中庄氏と化した。徹底して、客観的に考察した場合、確実に本庄氏を名乗ったと言えるのは、家次の弟である時家と、家次の子息である朝次に限定される事となる。すなわち武蔵国の本拠に居住し続けた庄氏である。家次の子息である朝次は、秩父郡へ移住し、父の弟である時家に、本宗家の地位を譲ったものと考えられている（この事について妙清禅尼がどうかかわったのかは不明である）が、それで朝次が庄氏分家となったのであれば、自ら本庄氏を称している事はおかしく、また、時家が朝次に本庄を名乗らせる事もおかしい。従来の通説にある、本庄とは本家の庄氏の意味であるとした場合、違和感が生じてくる。時家が児玉党をまとめる為に自ら本庄氏を称したとすれば、それはリスクがともなう事であり、同族同士で争い（家督争い）になりかねないデリケートな問題である（家次の子息も武蔵国内で本庄を称している為）。こうした考察からも、本庄を「本家の庄氏」とする説には無理が生じてくるのは明白であり（むしろ、元から無理のあった説であると言える）、本庄の本とは、モト＝元を意味し、備中の庄氏に対して、「本拠地の庄氏」と言う意味で本庄を称したとする説が研究者によって唱えられている。そもそも、本庄を本家の庄氏とする説は、近世・近代の人が考えたものであり、それも学者が考察した説ではない。到底、客観的とは言えないにもかかわらず、多くの者がこの説をそのまま用いていた。それもこの一説のみを深く信仰している状態と言ってもよいほどに。事実的に疑わしいと言う主張も現れなかった。都合が何も悪くない為である。そして、後世に創られた系図を信用しすぎた結果でもある。こうした経緯から、本庄を「本家の庄氏」とする、一説に限定して、主張する考え方は、客観的な考察とは言えず、危ういものがある。従来の説には疑わしい点も多分にあると言う事を、今後は知っておくべきである。
追記として、本庄を本家の庄氏であると世間的に錯覚、誤解させた要因は、この他にもある。本庄宗正の一族が、自身を庄小太郎頼家（家長の長男）の末裔＝児玉党の直系の嫡流であると自称して、系図の改編（捏造）をした事である。彼らの本庄氏祖の伝承は明らかに創作されたものである。そして後世では、家長の子息の全てが本庄氏を名乗ったと言う俗説や、家長自身が本庄を称したとする俗説まで生じる事となり、世間的にも広まってしまった。実際に本庄を称したと言えるのは、家次の子孫と時家の子孫である。

## その他
- 一説に、庄氏本宗家一族が備中国にそのまま土着したのは、稼ぎ・収入の差ともされる。
- 『吾妻鏡』に「本庄三郎左衛門入道」とある事から、13世紀中頃には出家したものと見られる。
- 『吾妻鏡』に記載されている本庄新左衛門尉朝次は家次の嫡子であり、複数の系図にも、家次→朝次→有次とある。
- 一部の『武蔵七党系図』には、「家長の子（次男）、本庄二郎左衛門家次」の名で記述されており、諸々の資料の伝承には混乱が見られる。
- 児玉庄氏の伝承通り、頼家が戦死していたのであれば、猿掛城の2代城主は家長の三男である家次と言う事になる。なお、『児玉記考』（明治33年発行）内の伝承によれば、「家次は父の後を継いで本庄の城主となった」とあり、栗崎館を一時的に継いだとも考えられる。

## 備考
- 本庄を、「本拠（モト）の庄氏」とするにせよ、「本家の庄氏」とするにせよ、庄氏惣領家の本貫地が、児玉ではなく、本庄とする考えのうえでは合致している。その為、本庄＝本家庄氏説を完全に否定した説ではないと言う事に注意が必要である。